# Olympia Scott
Olympia Ranee Scott, già coniugata Richardson (Los Angeles, 5 agosto 1976), è un'ex cestista e allenatrice di pallacanestro statunitense, professionista nella WNBA.

## Carriera
È stata selezionata dalle Utah Starzz al secondo giro del Draft WNBA 1998 (11ª scelta assoluta).
Con gli Stati Uniti ha disputato le Universiadi di Sicilia 1997.

## Palmarès
- 2 volte campionessa WNBA (2005, 2007)